# Zbór Śląskiego Kościoła Ewangelickiego Augsburskiego Wyznania w Ligotce Kameralnej

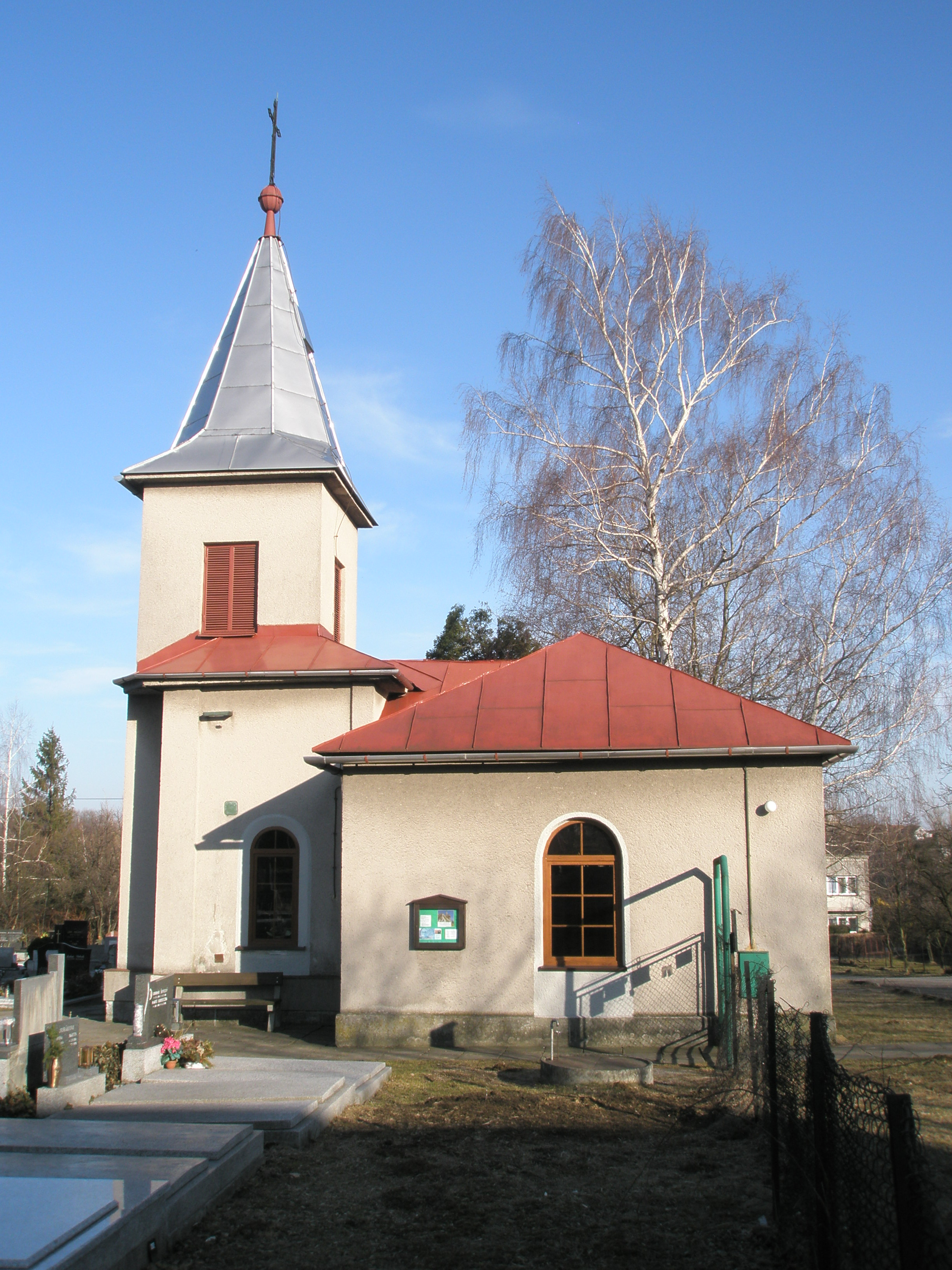
Kaplica w Gnojniku

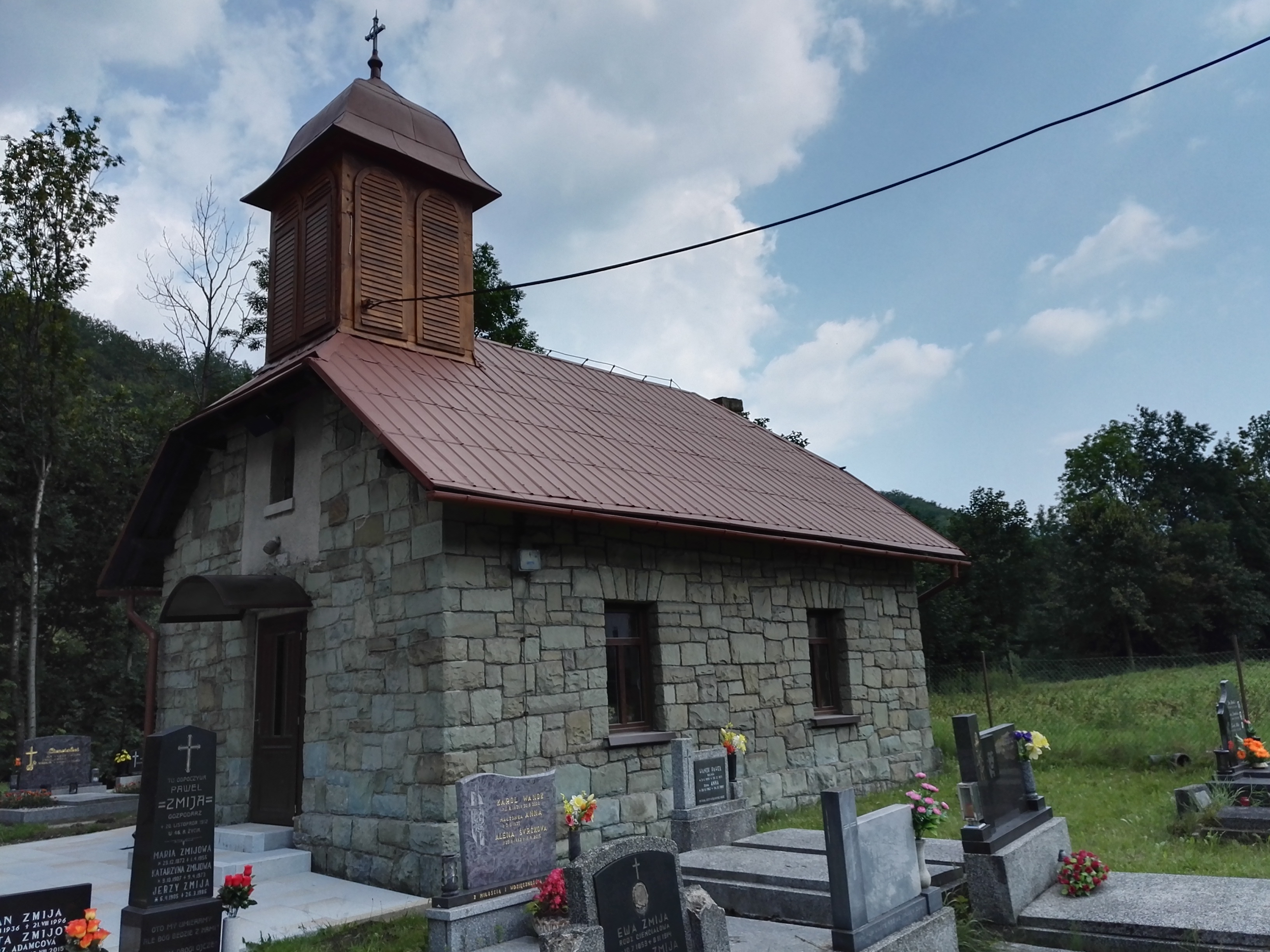
Kaplica w Rzece

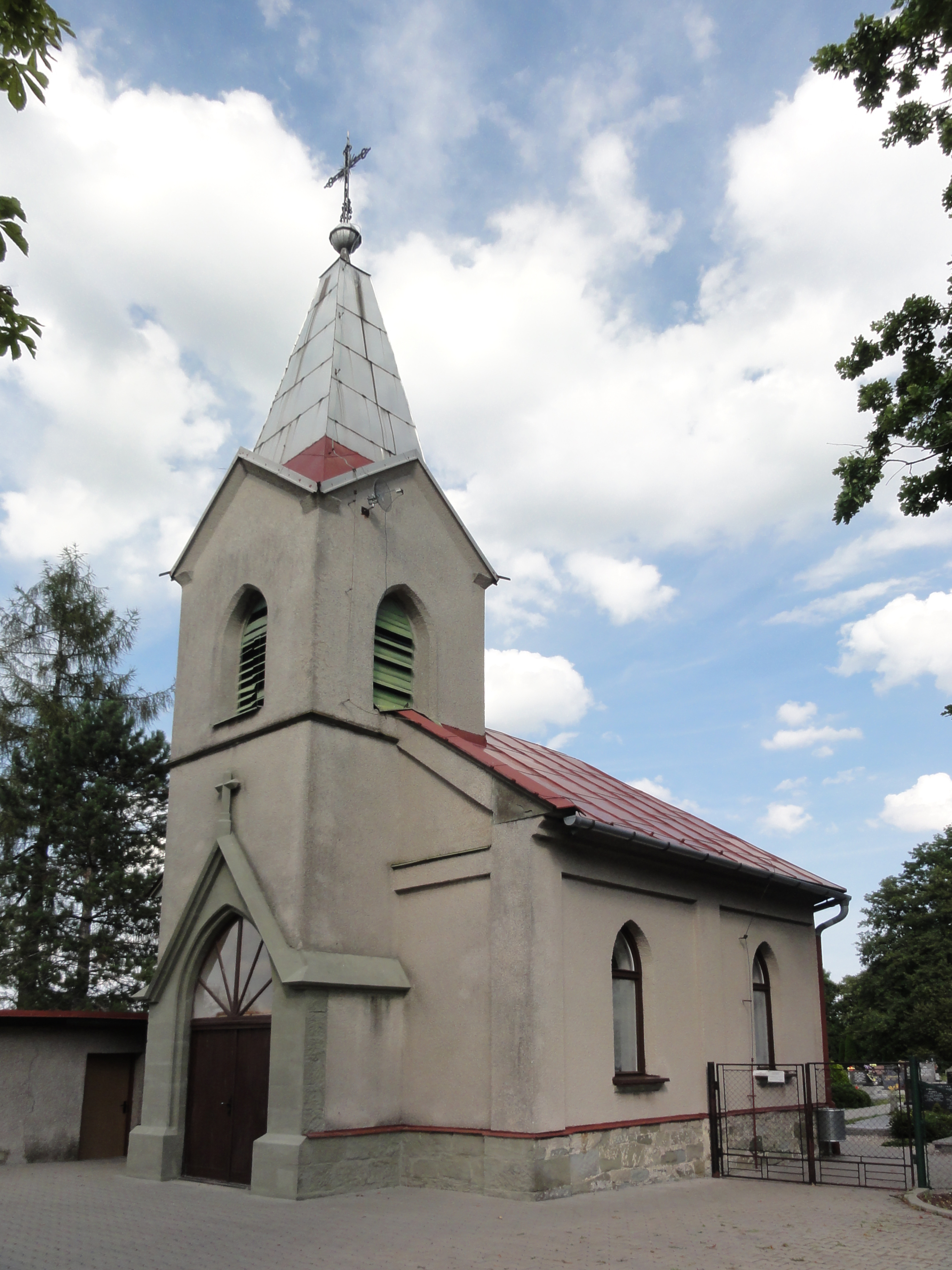
Kaplica w Śmiłowicach

Zbór Śląskiego Kościoła Ewangelickiego Augsburskiego Wyznania w Ligotce Kameralnej – zbór (parafia) luterańska w Ligotce Kameralnej, należąca do senioratu frydeckiego Śląskiego Kościoła Ewangelickiego Augsburskiego Wyznania, w kraju morawsko-śląskim, w Czechach. W 2018 liczył 1124 wiernych. Posiada stacje kaznodziejskie z kaplicami w Gnojniku, Rzece i Śmiłowicach.

## Historia
Początki zboru (parafii) luterańskiej w Ligotce Kameralnej związane są z wydaniem przez cesarza Józefa II Habsburga Patentu Tolerancyjnego w 1781. Kamień węgielny pod budowę kościoła położono 1 maja 1782, a ukończono go w 1783.
Patent Tolerancyjny ustanowił również strukturę oficjalnie działającego Kościoła ewangelickiego w Przedlitawii. Wszystkie zbory zostały podległe konsystorzowi powstałemu w 1784 w Cieszynie a w 1785 przeprowadzonemu do Wiednia. W 1784 powstała superintendentura dla Moraw, Śląska i Galicji. W 1807 powstał seniorat śląski, któremu z czasem podległe zostały wszystkie zbory na Śląsku Austriackim.
Początkowo zbór obejmował 800 rodzin, a po uregulowaniu granic gminy zborowej obejmował on wiele podgórskich miejscowości od Frydku po Guty, Śmiłowice i Trzanowice Górne. W 1784 wybudowano plebanię, w 1824 szkołę. Pierwszym pastorem został Stefan Nikolaides (1782-1808), następnie był nim Krystian Raschke (1808-1836), po nim jego syn i wikary Wilhelm Raschke (1823-1829), a w latach 1837-1858 był to Jerzy Filipek. Od 1859 pastorem był ks. Jerzy Heczko, który zmarł w Ligotce Kameralnej w 1907.
Według schematyzmu kościelnego z 1875 zbór obejmował wraz z filią w Starych Hamrach (powstałą w 1869) miejscowości Śmiłowice, Guty, Rzeka, Rakowice, Trzycież (częściowo), Gnojni, Trzanowice Górne, Toszonowice Górne i Dolne, Zawadowice, Domasłowice Górne, Kocurowice, Sprochowice, Dobracice, Bukowiec, Polenicy, Frydek, Dobra, Wojkowice, Noszowice, Skalica, Raszkowice, Prażma, Morawka, Krasna, Janowice, Baszka, Lubno, Malenowice, Ligota Górna, Stare Hamry zamieszkałych przez 5193 luteran.
Po I wojnie światowej i polsko-czechosłowackim konflikcie granicznym obszar zboru znalazł się w granicach Czechosłowacji. Po 1920 wraz z pięcioma innymi polskojęzycznymi zborami luterańskimi utworzył odrębny Kościół Ewangelicki Augsburskiego Wyznania na Śląsku Wschodnim w Czechosłowacji, który został oficjalnie uznany w dniu 24 maja 1923. Kiedy w październiku 1938 Polska dokonała aneksji tzw. Zaolzia zbory te połączono z polskim Kościołem ewangelicko-augsburskim. Już rok później, po włączeniu większości terenu Śląska Cieszyńskiego do III Rzeszy podporządkowano je niemieckiemu konsystorzowi we Wrocławiu. Po drugiej wojnie światowej ŚKEAW ponownie uznano oficjalnie w 1948.

## Nabożeństwa
Nabożeństwa odbywają się w każdą niedzielę oraz święta w kościele w Ligotce Kameralnej. Prowadzone są w języku polskim i czeskim, mają miejsce również nabożeństwa wspólne dla obu grup językowych.
W kaplicach stacji kaznodziejskich nabożeństwa odbywają się 10 razy w roku (Gnojnik, Śmiłowice) lub 5 razy w roku (Rzeka, wszystkie jako wspólne dla wiernych obu narodowości.
Pogrzeby prowadzone są także w kaplicy w Trzycieżu.

## Działalność

### Szkółki niedzielne i lekcje religii
Szkółki niedzielne odbywają się w budynku parafialnym w Ligotce Kameralnej, a także w Domu PZKO w Gnojniku, Urzędzie Gminy w Rzece, siedzibie Społeczności Chrześcijańskiej Karmel w Śmiłowicach i Urzędzie Gminy w Trzycieżu. Łącznie w zajęciach we wszystkich lokalizacjach w 2018 brało udział 116 dzieci.
Lekcje religii ewangelickiej prowadzone były w przedszkolach w Ligotce Kameralnej oraz Gnojniku, a także w szkołach podstawowych w Ligotce Kameralnej, Gnojniku (szkoła czeska i szkoła polska), Rzece, Śmiłowicach i Trzycieżu. Łącznie nauką w 2018 objętych były 123 dzieci.

### Spotkania młodzieżowe
Tygodniowe spotkania dla młodszej grupy wiekowej odbywają się w Ligotce Kameralnej. Poza wspólną modlitwą mają miejsce również aktywności sportowe.
Spotkania starszej młodzieży mają miejsce raz w tygodniu w Ligotce Kameralnej, Śmiłowicach i Trzycieżu.
Ponadto organizowane są obozy dla dzieci oraz młodzieży, wycieczki oraz aktywności sportowe.

### Godziny biblijne
Godziny biblijne odbywają się na parafii w Ligotce Kameralnej, w kaplicy w Gnojniku, w Karmelu w Śmiłowicach, w budynku Urzędu Gminy w Trzycieżu oraz w Domu Seniora Sarepta w Ligotce Kameralnej.

### Muzyka
W parafii działają dwie orkiestry dęte (Ligotka Kameralna i Śmiłowice), mini-orkiestra, a także dwa chóry mieszane (Ligotka Kameralna i Śmiłowice) oraz zespół muzyczny Po!me.

### Pozostałe spotkania
Parafia organizuje warsztaty i wykłady skierowane do małżeństw i rodziców. Mają miejsce spotkania dla matek przebywających na urlopach macierzyńskich, a także spotkania modlitewne.